# بن‌شی (لیاونینگ)
بنشی (به لاتین: Benxi) یک شهر مرکزی و large city در جمهوری خلق چین است که در لیائونینگ واقع شده‌است.

## خصوصیات
بنشی ۸٬۴۳۵ کیلومترمربع مساحت و ۱٬۷۰۹٬۵۳۸ نفر جمعیت دارد و ۱۳۱ متر بالاتر از سطح دریا واقع شده‌است.

## خواهرخوانده
شهر مودنا خواهرخواندهٔ بنشی هست.